# Boaz e Yakin

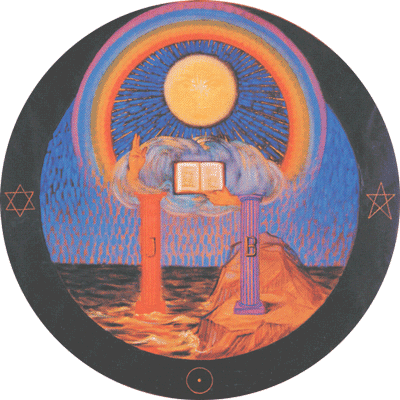
Le due colonne, Jachim e Boaz, che segnano il confine iniziatico fra la terra e l'oltretomba, nella bozza di Rudolf Steiner ispirata al quarto sigillo dell'Apocalisse, tratta da Apocalyptic Seals (1907), dipinta da Clara Rettich con pastelli a olio su tela.

Boaz e Yakin, o anche Jachin, (ebr. יכין ובועז) erano due colonne in rame, erette nel vestibolo del tempio di Salomone (7.15-21 7.41-42).

## Descrizione
Boaz ("in forza") era la colonna di sinistra e Jachin ("Egli stabilirà fermamente") era la colonna di destra. Le due colonne erano alte 18 cubiti (circa 8 m) e avevano una circonferenza di 12 cubiti (circa 5,3 m). I capitelli, anch'essi di rame, erano alti 5 cubiti (circa 2,2 m) ed avevano la forma di un giglio. Erano decorati con dei reticolati attorno ai quali si avvolgevano due file di melagrane duecento in fila per ogni capitello. In totale colonne e capitelli raggiungevano i 23 cubiti di altezza (circa 10,2 m).
Re Salomone aveva chiesto al re di Tiro e Sidone, prima dell'era volgare, circa attorno agli anni 969-936, di aiutarlo nella costruzione del Tempio di Gerusalemme (IRe 5). Fu inviato un esperto di Tiro. Di lui la Bibbia ci fornisce due descrizioni distinte:
- Chiram, figlio di una vedova della tribù di Neftali e di un bronzista di Tiro, esperto in ogni genere di lavoro in bronzo (7.13-14[5])
- Curam-Abi, figlio di una donna della tribù di Dan e di un uomo di Tiro, esperto in metalli, pietre, legno, tessuti, intagli e geniale progettista (ICr[6]).

Una descrizione leggermente differente è contenuta nel Libro di Geremia. Le colonne furono fabbricate in bronzo. Erano alte 18 cubiti, con una circonferenza di 12 cubiti e spesse 4 dita perché [forse] "vuote" all'interno (Geremia 52.21). I capitelli di bronzo erano alti 5 cubiti, rivestiti da un reticolato per lato e da melagrane. Le melagrane erano novantasei per lato e intorno al reticolato erano in tutto cento. (Geremia 52.22-23).

## Nella massoneria

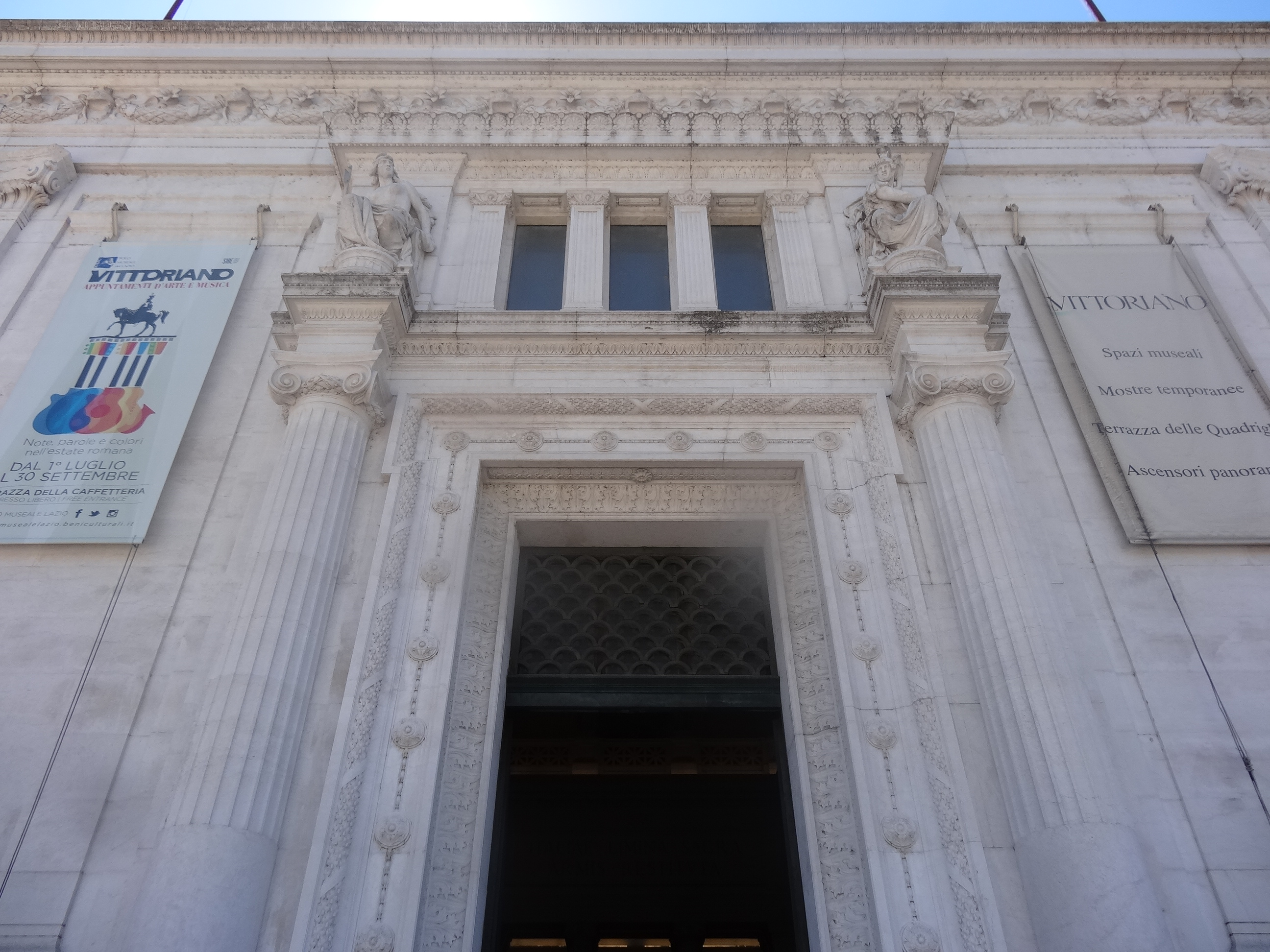
Un esempio delle due colonne poste a fianco dell'entrata nell'architettura massonica del Vittoriano a Roma.

Le due colonne Jakin e Boaz sono un simbolo ricorrente nella massoneria e nell'architettura dei templi delle logge massoniche, secondo una tradizione che viene fatta risalire alla figura leggendaria di Hiram Abif, denominato «Figlio della Vedova», e costruttore del Tempio di Salomone.

## Descrizioni non ebraiche
Alcune varianti dei Tarocchi hanno sul rovescio della carta della Sacerdotessa le colonne Boaz e Jachin.

## Nella cultura di massa
- Il romanzo di Russell Hoban Il Leone di Boaz-Jachin e Jachin-Boaz.

Inoltre Jachin è una cittadina dello Stato della Georgia negli Stati Uniti.
Vengono inoltre citate nel film Netflix "Don't look up".